# Elephantulus rupestris
Il macroscelide delle rocce occidentale o sengi delle rocce occidentale (Elephantulus rupestris) è una specie di toporagno elefante della famiglia dei Macroscelididae, diffusa in Namibia, Sudafrica e forse anche in Botswana e Angola, dove occupa le zone cespugliose tropicali e subtropicali, oltre che le aree rocciose.